# بيرينات الأمونيوم
 بيرينات أمونيوم  مركب كيميائي له الصيغة NH4ReO4، وهو من أملاح الرينيوم .